# 穆瑟普 (康乃狄克州)
穆瑟普（英語：Moosup）是位於美國康乃狄克州溫德姆縣的一個村落。該地的面積和人口皆未知。

## 地理
穆瑟普的座標為41°42′46″N 71°52′51″W / 41.71278°N 71.88083°W，而該地的平均海拔高度為71米（即233英尺）。